# Calliscelio melanocephalus
Calliscelio melanocephalus är en stekelart som först beskrevs av David Timmins Fullaway 1939. 
Calliscelio melanocephalus ingår i släktet Calliscelio och familjen Scelionidae. Inga underarter finns listade.